# Henry de Montfort
Henry de Montfort (ur. listopad 1238, zm. 4 sierpnia 1265 pod Evesham) – angielski możnowładca, najstarszy syn Szymona de Montfort, 6. hrabiego Leicester, i Eleonory Plantagenet, córki króla Anglii Jana bez Ziemi. Siostrzeniec króla Henryka III.
Imię otrzymał na część swojego królewskiego wuja. Później jednak brał udział w rebelii baronów przeciwko Henrykowi III na czele której stał jego ojciec. Po bitwie pod Lewes w 1264 r. Henry otrzymał pieczę nad wziętymi do niewoli ksiażętami krwi – następcą tronu Edwardem i jego kuzynem Henrykiem Alemańskim. W tym samym roku otrzymał ważny urząd lorda strażnika Pięciu Portów.
W 1265 r. Henryk ze swoim młodszym bratem Simonem fortyfikował miasto Gloucester. Następnie przyłączył się do wojsk swego ojca i pomaszerował przeciwko księciu Edwardowi, któremu udało się uciec z więzienia. Henry brał udział w przegranej bitwie pod Evesham 4 sierpnia 1265 r. Zginął na początku bitwy, niedługo przed swoim ojcem.